# 渡辺庸介
渡辺 庸介（わたなべ ようすけ、1986年7月1日 - ）は、京都府綾部市出身の音楽家・パーカッショニスト。タンバリンを主軸に様々な打楽器を扱いつつ、ボイスパーカッションを行なうなどジャンルにとらわれない演奏を行っており、様々なアーティストをサポートしている。

## 略歴
幼い頃から和太鼓に親しみ、立命館大学在学中の2005年に北欧音楽バンド「Drakskip」を結成し、大学卒業後、程なくしてプロミュージシャンとなる。2012年、2014年にはスウェーデン、フィンランドの音楽フェスティバルに参加し、2015年のFUJI ROCK FESTIVALにも出演した。同年夏にはNHK連続テレビドラマ小説『マッサン』のヒロイン、シャーロット・ケイト・フォックスのソロライブツアーメンバーとして全国8カ所をまわった。以降は年間約200本のライブを熟すなど、精力的に活動している。

## 所属バンド
以下、公式サイトの所属バンドを参照。
GROOVEDGE、滅茶PIPE、マチ式、サイバー民族団、三密、残響SWIFT、とまとなべ、カリトマトナベシーシャカ、ステリオ、ライノス、BURAI、考ヱルアス、Oliro

## サポート・共演
（あいうえお順）
- 柴咲コウ - 野崎良太、藤谷一郎、田辺しおりらと共に2019年4月6日の厳島神社でのライブでサポートした[4]。また、同年5月1日からのツアー『EARTH THE KO』でもサポートすることが発表された[5]。
- 藤野由佳 - ライブなどで度々共演しているが、特に渡辺とデュオで演奏する時は「ユカスケ」と名乗っている[6]。
- 南佳孝 - 2018年12月30日渋谷でのライブ[7]、2019年3月10日常陸太田市、3月31日武蔵村山市での尾崎亜美とのジョイントコンサートでサポートした[8]。

## ディスコグラフィー
- 『ひとり遊び』 - 2015年7月28日リリースのファースト・ソロアルバム。